# Oceca
Oceca (en euskera y oficialmente Ozeka) es un concejo del municipio de Ayala, en la provincia de Álava.

## Historia
Hacia mediados del siglo XIX, el lugar, ya por entonces perteneciente a Ayala, tenía contabilizada una población de 50 habitantes. Aparece descrito en el duodécimo volumen del Diccionario geográfico-estadístico-histórico de España y sus posesiones de Ultramar de Pascual Madoz con las siguientes palabras:

OCECA: l. del ayunt. de Ayala en la prov. de Alava (á Vitoria 8 leg.), part. jud. de Amurrio (3 1/2), aud. terr. de Búrgos, c. g. de las Provincias Vascongadas, dióc. de Calahorra (28). sit. en hondo; clima frio; le combaten todos los vientos y se padecen fiebres catarrales. Tiene 17 casas, divididas en 4 barrios, titulados Palacio, Ulibarri, Gorbea y Arraza; igl. parr. aneja de Quejana, dedicada á Sta. Eufemia, y servida por un cura beneficiado perpétuo de nombramiento del ordinario; una ermita con la advocacion de San Valentin, y para surtido de los hab. 2 fuentes de regulares aguas; los niños acuden á la escuela de menoyo. El térm. confina: N. Beotegui; E. Quejana; S. Menoyo, y O. Salmanton, y comprende dentro de su circunferencia tres montes poblados y una deh. con buenos pastos. El terreno es de mediana calidad, y le atraviesa un arroyuelo. caminos: el que conduce á Respaldiza, en mal estado. El correo se recibe de Orduna por balijero. prod.: trigo, maiz, avena, patatas, aluvias, habas y arbejas; cria de ganado vacuno, caballar, de cerda y lanar; caza de perdices, liebres y corzos. pobl.: 12 vec., 50 alm. riqueza y contr.: con su ayuntamiento (V.).
(Madoz, 1849, p. 211)

## Demografía
| Gráfica de evolución demográfica de Oceca entre 2000 y 2017 |
|                                                             |
| Población de derecho según los censos de población del INE. |

## Patrimonio
Quedan en el concejo las ruinas de una iglesia de Santa Eufemia.